# Галкин, Григорий Николаевич
Григо́рий Никола́евич Га́лкин (род. 11 октября 1977, Акшуат, Ульяновская область) — подполковник Вооружённых Сил РФ, участник второй чеченской войны, Герой Российской Федерации (2001).

## Биография
Григорий Галкин родился 11 октября 1977 года в селе Акшуат Барышского района Ульяновской области. В 1995 году был призван на службу в Вооружённые Силы Российской Федерации; в 1999 году окончил Коломенское высшее артиллерийское командно-инженерное училище.
По окончании училища в мае 1999 года направлен командиром взвода управления в 31-ю отдельную гвардейскую десантно-штурмовую бригаду ВДВ, дислоцированную в Ульяновске. В составе бригады с августа 1999 года воевал в Дагестане. Отличился в ходе боевых действий в Ботлихском районе, награждён орденом Мужества. Весной 2000 года прибыл во вторую командировку в Чеченскую республику, вновь проявил мужество в боях в Аргунском, Шаро-Аргунском, Веденском ущельях.
Участвовал во Второй чеченской войне, в период которой дважды командировался на Кавказ, будучи командиром взвода управления артиллерийской батареи 31-й отдельной воздушно-десантной бригады. В июле 2000 года, оказавшись в составе подразделения десантников в окружении на территории Веденского района Чечни, Галкин умело корректировал огонь артиллерии, что способствовало успешному прорыву к своим.
Указом Президента Российской Федерации от 14 февраля 2001 года за «мужество и героизм, проявленные при выполнении воинского долга в Северо-Кавказском регионе» гвардии старший лейтенант Григорий Галкин был удостоен высокого звания Героя Российской Федерации с вручением медали «Золотая Звезда».
Продолжил службу в Российской армии, был командиром батареи 99-го отдельного гаубичного артиллерийского дивизиона в 31-й отдельной гвардейской бригаде. С 2004 года — начальник отделения кафедры в Коломенском высшем артиллерийском командном училище. В настоящее время подполковник Г. Н. Галкин — в запасе.

### Семья
Сыновья — Никита (р. 12.11.2001), Роман (р. 3.11.2008), Дмитрий (р. 26.4.2011). Жена - Галкина Елена.

## Награды
- Медаль «Золотая Звезда» Героя Российской Федерации;
- Орден Мужества[1].